# Cranaphis formosana
Cranaphis formosana är en insektsart som först beskrevs av Takahashi, R. 1924.  Cranaphis formosana ingår i släktet Cranaphis och familjen långrörsbladlöss. Inga underarter finns listade i Catalogue of Life.